# Parque da Ciência Newton Freire Maia
Parque da Ciência Newton Freire Maia (PNFM) é um centro interativo de divulgação científica e tecnológica localizado no município de Pinhais, Região Metropolitana de Curitiba, com acesso pela Estrada da Graciosa. Seus visitantes, em sua maioria, são alunos do ensino fundamental e médio, em excussões agendadas com escolas do Paraná e de outros estados. O parque é pioneiro em apresentar a astronomia tradicional juntamente com a indígena.
O local é administrado pela Secretaria da Educação e do Esporte do Estado do Paraná e faz parte do complexo "Newton Freire Maia".

## História
Inaugurado em 20 de dezembro de 2002 com o nome de "Parque da Ciência", no mesmo espaço que era ocupado pelo "Parque de Exposições Agropecuárias Marechal Humberto Castelo Branco" (fechado em 1998). Em maio de 2003, foi rebatizado em homenagem ao Prof. Dr. Newton Freire-Maia, importante pesquisador paranaense no campo da genética.

## Estrutura
O parque é dividido em pavilhões temáticos onde os visitantes podem interagir com o acervo.
Os pavilhões: "Energia", "Terra", "Cidade" e "Água", possuem, entre outras ferramentas educativas, experimentos interativos, painéis, maquetes e recursos multimídias. A "Sala 3D Milton Santos", dedicada a geografia brasileira e mundial, fica dentro de pavilhão "Cidade". No pavilhão "Energia", esta localizado o "Planetário Indígena", um dos pioneiros em etnoastronomia indígena brasileira. Dentro do pavilhão "Água", o visitante tem contato com o "Laboratório de Química". O pavilhão "Terra" conta com o "Herbário Iraí" que apresenta painéis e estudos da botânica brasileira.
Além dos pavilhões temáticos, o parque possui o pavilhão "Introdução", que é o local onde o visitante é recebido. Este pavilhão também conta com acervos relacionados a Cosmologia e à Filosofia.
A estrutura de visitação e ensino e complementada com atrações como o "Atelier de Arte", a "Biblioteca Rubens Meister", a "Caixa de Areia de Realidade Aumentada", o "Sistema terra/sol/lua", o "Gerador de Van Der Graaf" e o "Palco Paraná", que é uma maquete-mapa do Estado do Paraná com 6.000 m² de área, além de um pavilhão de exposições temporárias.
O PNFM oferece os seus espaços para a realizações de eventos diversos, como feiras, seminários, oficinas, cursos e palestras.